# Jerry Chambers
Jerome Purcell « Jerry » Chambers, né le 18 juillet 1943 à Washington DC, est un joueur américain de basket-ball. Il évolue durant sa carrière au poste d'ailier.

## Palmarès
- Most Outstanding Player 1966.